# Carrer Peralada (Figueres)
El Carrer Peralada és un carrer del municipi de Figueres (Alt Empordà). El conjunt de la via està protegit com a bé cultural d'interès local i diversos dels seus edificis de manera individual formen part de l'Inventari del Patrimoni Arquitectònic de Catalunya.

## Conjunt del carrer
Edificacions corresponents al segle xix abans i després de la pauta neoclàssica, compostes en façana amb eixos verticals de forats i volats decreixents, amb presència majoritària de portals amb arc rebaixat emmarcats amb pedra. En els exemples més antics, absència de motlluracions i emmarcaments, quan n'hi ha, en pedra. En els exemples més propers motlluracions, encintats i emmarcaments d'obra.

## Número 3
La casa del número 3 del carrer Peralada forma part de l'Inventari del Patrimoni Arquitectònic de Catalunya. És un edifici entre mitgeres situat a pocs metres de l'Ajuntament. És un edifici de planta baixa, tres pisos i golfes, amb la coberta terrassada. La planta baixa ha estat rehabilitada per donar-li un ús comercial. El primer pis té una marquesina, amb les obertures en arc de mig punt, alguns dels quals peraltat. La coberta d'aquesta marquesina és una terrassa a la que s'accedeix a través de l'obertura del segon pis, amb una barana amb balustrada. La finestra d'aquest pis, igual que la del tercer pis, està decorada amb un esgrafiat vegetal, i els costats de la façana també estan decorats amb ues motllures que imiten carreus. La planta golfes la conformen tres finestres en arcs de mig punt decorades amb un esgrafait vegetal al seu voltant.

## Número 4
La casa del número 4 del carrer Peralada forma part de l'Inventari del Patrimoni Arquitectònic de Catalunya. Edifici entre mitgeres situat a pocs metres de la plaça de l'Ajuntament. És un edifici de planta baixa, dos pisos i golfes, tot i que posteriorment a sobre de le golfes es va construir un altre pis. La planta baixa s'ha habilitat com a local comercial, però les dues primeres plantes encara conserven el parament original. Tant el primer pis com el segon, tenen l'obertura amb un balcó, i amb un esgrafiat amb decoració vegetal a sobre de la finestra. Aquest esgrafiat també apareix a sobre la finestra de la planta golfes, tot i que ocupa l'amplada de la façana. Un altre element decoratiu es troba a cada costat de la façana, amb una motllura que imita els carreus.

## Número 65
La casa del número 65 del carrer Peralada forma part de l'Inventari del Patrimoni Arquitectònic de Catalunya. És un edifici entre mitgeres situat a prop del col·legi Escolàpies. És una casa de planta baixa i tres pisos amb coberta terrassada. Dues de les tres obertures de la planta baixa són en arc rebaixat, i han estat rehabilitades per a donar-hi un ús comercial. Els pisos superiors mantenen el paredat original, com l'arrebossat que cobreix tota la façana amb unes franges horitzontals molt marcades. Aquests tres pisos superiors tenen la mateixa ordenació i estructura; una finestra a cada costat de la façana amb balcó, i una altra finestra més petita situada entre les dues finestres, decorades totes elles per una motllura a manera de guardapols, amb els capitells decorats per una flor, i formes geomètriques. El voladís que ens porta a la coberta està suportat per mènsules decorades amb motius florals, i a sobre d'aquest, trobem la barana de la terrassa.

## Número 66
La casa del número 66 del carrer Peralada forma part de l'Inventari del Patrimoni Arquitectònic de Catalunya. És un edifici entre mitgeres, situat a prop del convent dels Caputxins. És un edifici de planta baixa, un pis i golfes amb coberta terrassada. D'aquesta casa no interessa les obertures, ni la coberta sinó l'esgrafiat que ocupa la major part de la façana. Tres grams esgrafiats decoren la planta pis i les golfes. És un gran esgrafiat amb decoració vegetal, que es repeteix al mur que fa de barana de la terrassa, amb dos esgrafiats laterals i un de central.

## Galeria d'imatges

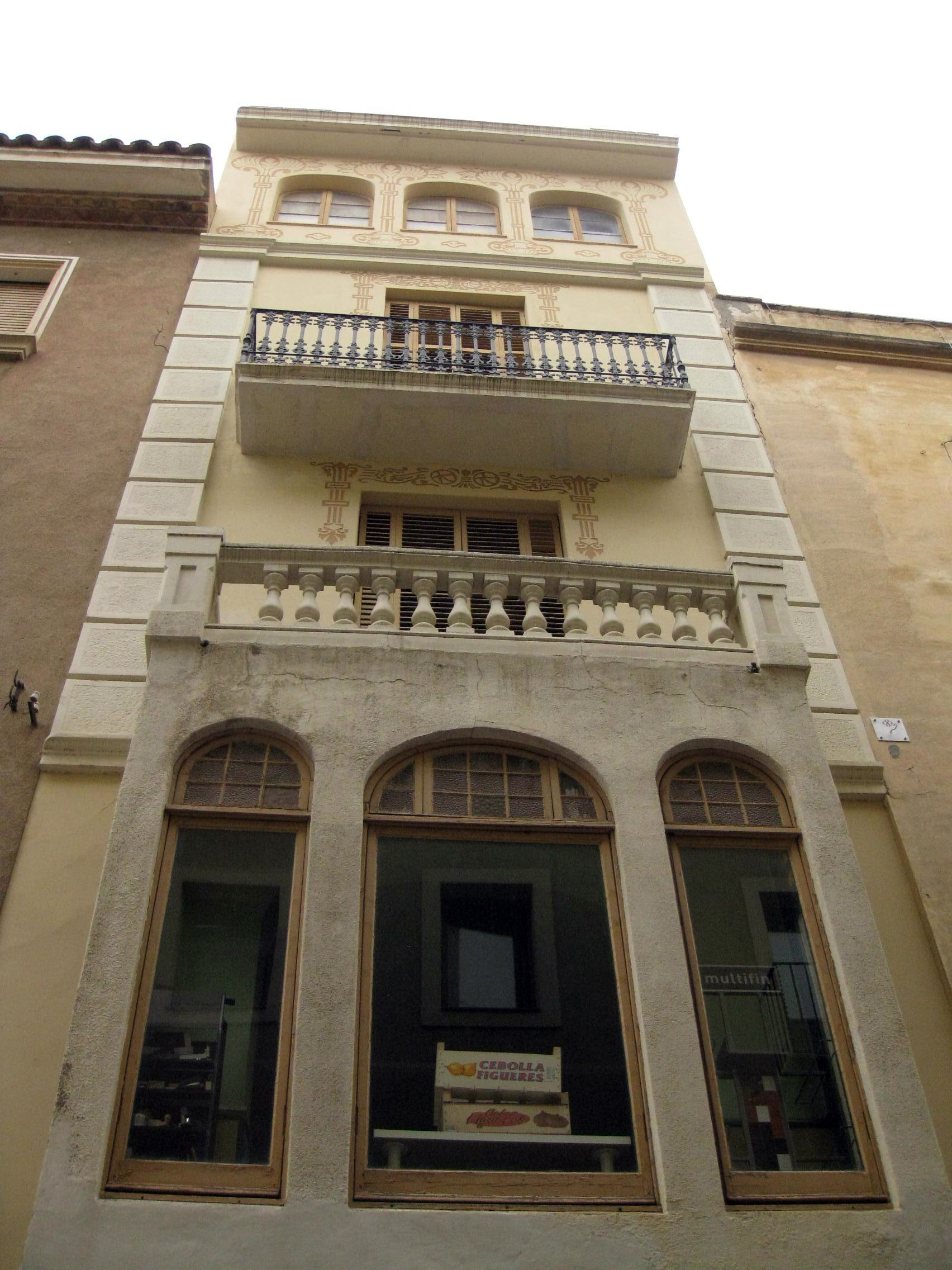
Edifici al número 3
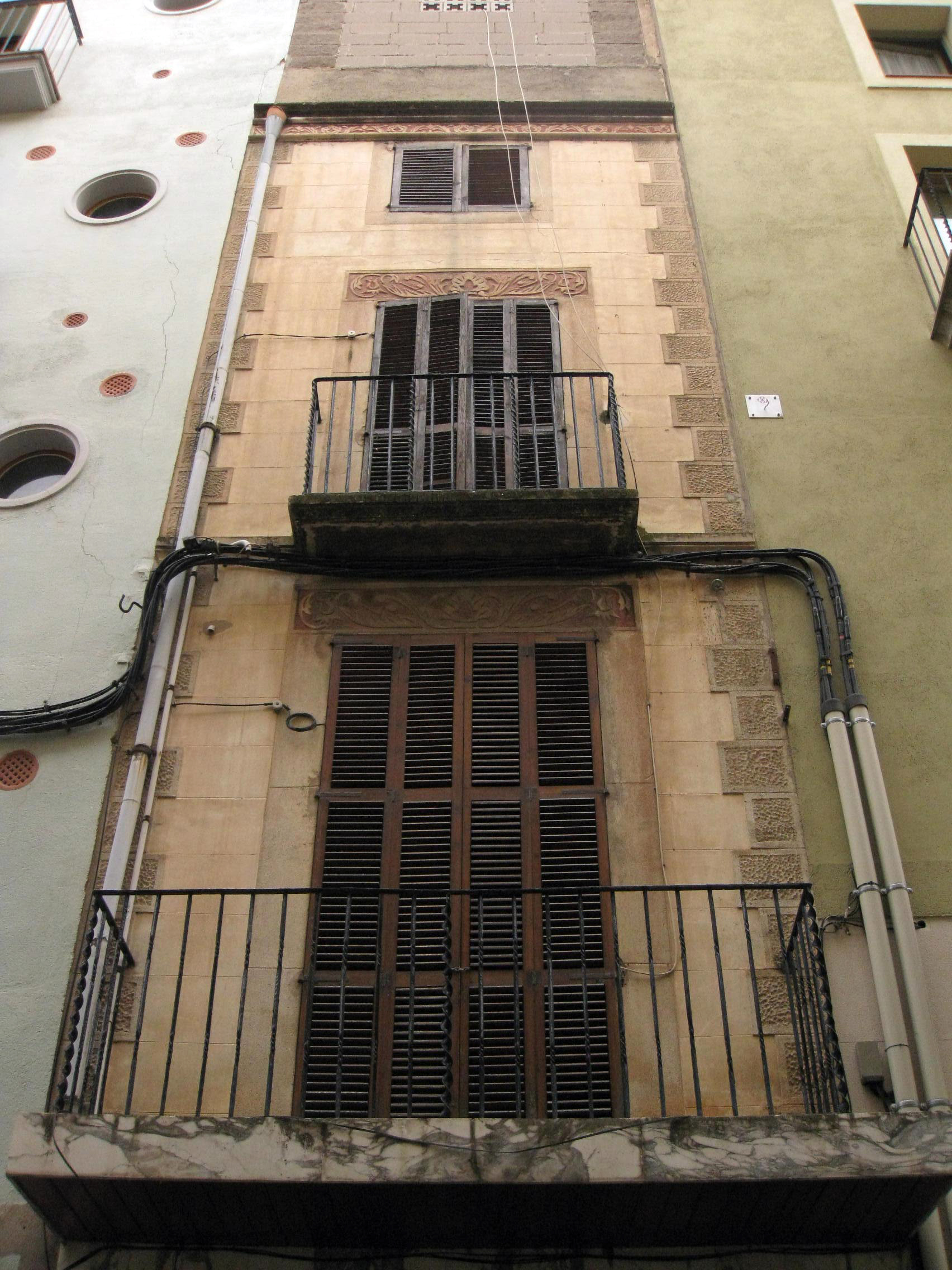
Edifici al número 4
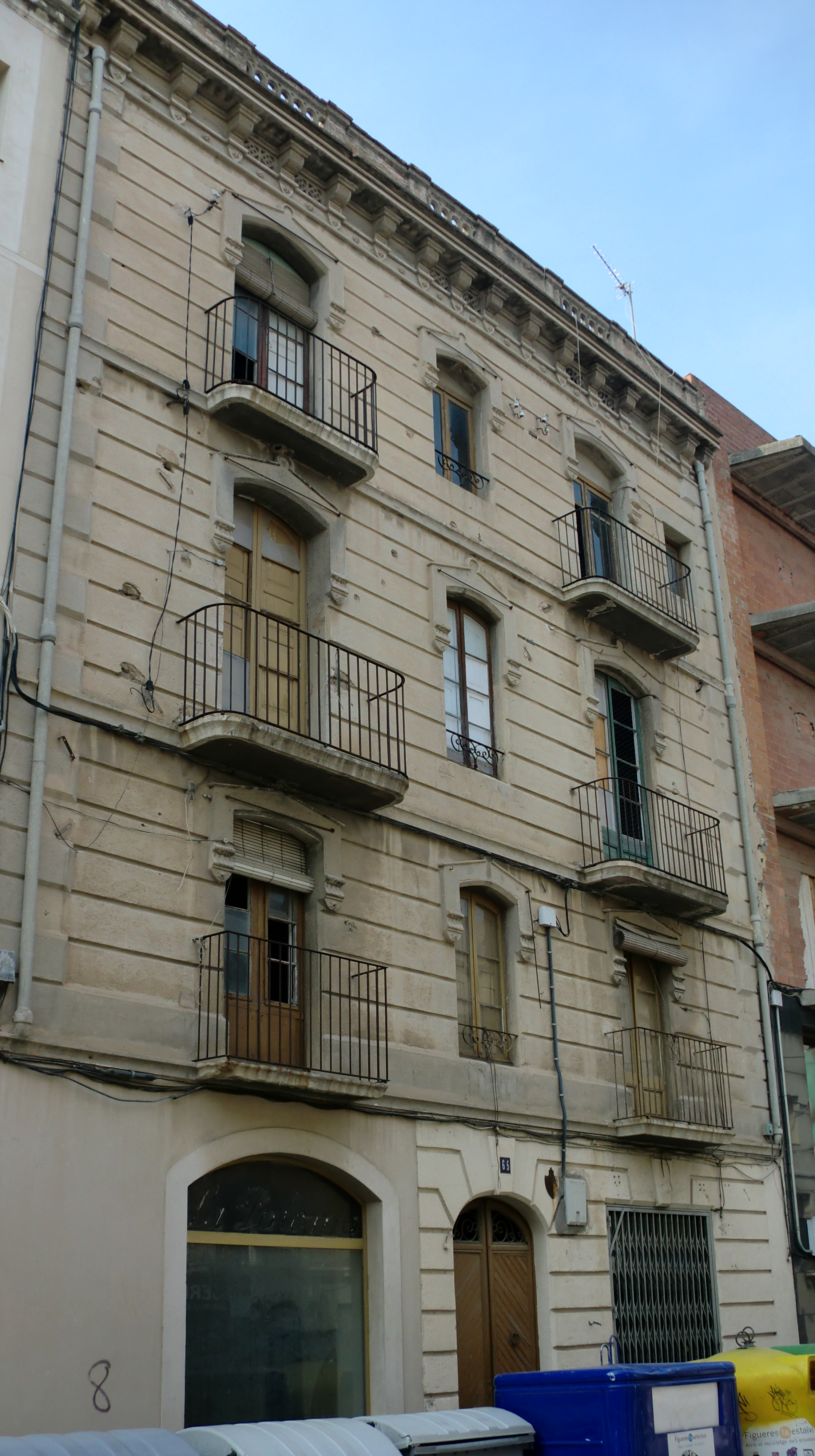
Edifici al número 65
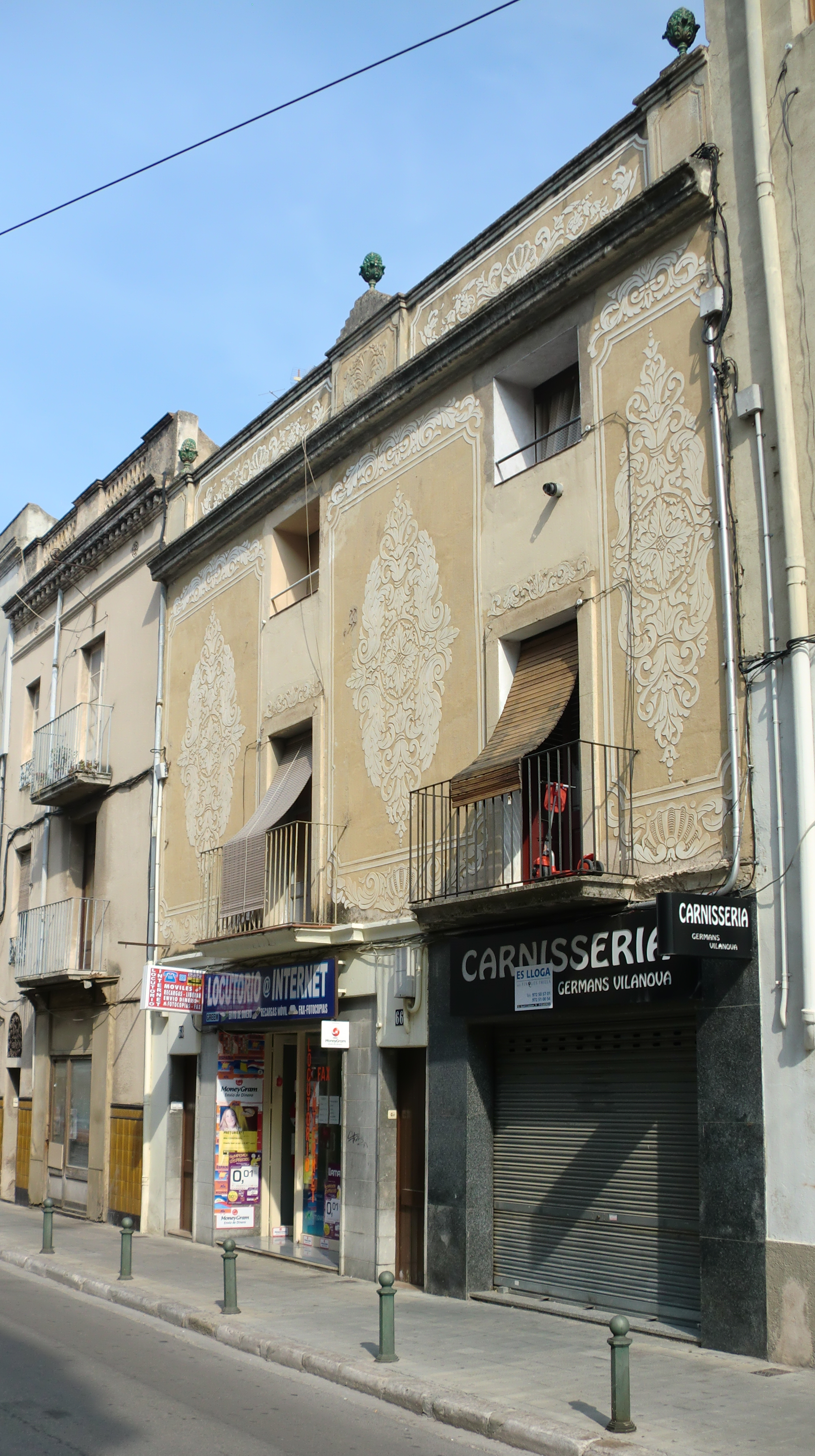
Edifici al número 66